# 旅する気分
旅する気分(たびするきぶん)は、岩手めんこいテレビと青森放送テレビで放送されていた情報番組である。

## 概要
- 岩手めんこいテレビで2013年1月14日から、青森放送では1月15日から放送開始。
- 岩手県（JR東日本盛岡支社）向けと青森県（JR東日本盛岡支社・JR東日本秋田支社）向けに「鉄子(伊藤桃)」が販売されている旅行商品を使って、いろいろなところに旅行に行き、その様子を放送する番組である。
- 2014年1月15日放送分の第51話からは、新しいリポーターとして「谷村栞理」が登場している。
- 2014年3月24日放送分で終了。

## 主な出演者
- 伊藤桃(鉄子、2013年1月分-2013年12月分第50話まで)
- 谷村栞理（2014年1月分第51話-）

## 放送時間
- 岩手めんこいテレビ
  - 毎週月曜日21時54分 - 22時00分（本放送）
  - 毎週土曜日10時50分 - 11時40分（再放送、はちきゅん内の1コーナーとして放送）
- 青森放送
  - 毎週火曜日21時54分 - 21時57分（本放送）
  - 毎週日曜日23時26分 - 23時30分（再放送）
    - ただし、特番放送などで放送時間が移動する場合がある。
    - 過去の放送については、番組のホームページで無料動画配信されている。